# Lucio Postumio Megelo (cónsul 262 a. C.)
Lucio Postumio Megelo, hijo del tres veces consular del mismo nombre, Lucio Postumio Megelo, fue pretor, de acuerdo a los fastos, pero el año se desconoce.
La desgracia e impopularidad de su padre no tuvieron efecto sobre la suerte del más joven de los Postumios Megelos. Fue cónsul en el año 262 a. C., el tercer año de la primera guerra púnica. Sicilia fue asignada a ambos cónsules (Megelo y su colega) y el sitio de Agrigento, ciudad que tomaron después de seis arduos meses de asedio, duró prácticamente todo su período de magistratura.
Megelo fue censor en 253 a. C., el año de su muerte.